# Xu Fan
Xu Fan (chinesisch 徐帆, Pinyin Xú Fān; * 16. August 1967 in Wuhan, Hubei) ist eine chinesische Schauspielerin. Sie erhielt 2011 beim Asian Film Award und beim chinesischen Publikumspreis Huading Award (华鼎奖) die Ehrung als beste Schauspielerin für den Film Aftershock. Seit 1999 ist sie mit dem Regisseur Feng Xiaogang verheiratet.

## Leben
Xu wuchs als Tochter zweier Operndarsteller des klassischen Hubei-Operns – auch Chuju (楚剧) – in Wuhan auf. Mit zwölf Jahren schaffte sie die Eignungsprüfung in einer klassischen Opernschule und spezialisierte sich in den Rollentyp des Huadan (花旦) und Qingyi (青衣) der chinesischen Oper. Nach der Ausbildung arbeitete sie eine Zeitlang in einer Theatergruppe in Wuhan (武汉话剧团) bevor sie 1987 weiter erfolgreich in einer „Experimentellklasse“ der The Central Academy of Drama (中央戏剧学院) und Beijing People's Art Theatre (北京人民艺术剧院) in Peking vorspielen konnte und dort weitere vier Jahre verbrachte. 1991 erhielt sie eine Anstellung und Rolle in der renommierten Beijing People's Art Theatre. In dem gleichnamigen Theaterstück zur ehemaligen chinesischen Schauspielerin Ruan Lingyu (阮玲玉, 1910–1935) erhielt Xu ihre erste große Anerkennung ihrer schauspielerische Leistung durch den wichtigen Plum Blossom Award (梅花奖) in der chinesischen Theater- und Opernwelt. Mit ihrer eigene Entwicklung in der Welt des Opern und Theaters war sie jedoch unzufrieden und stieg fortan als Schauspielerin in der Filmbranche ein.

## Filmografie (Auswahl)
- 1988: Unforgettable Life (Tebie shoushushi)
- 1992: Li Lianying, the Imperial Eunuch (Da taijian Li Lianying)
- 1993: After Separation (Da Sa Ba)
- 1994: Gone Forever with My Love (Yong shi wo ai)
- 1995: Yi di jimao – (一地鸡毛) – Fernsehserie
- 1996: Life on the Edge
- 1997: Spicy Love Soup (Aiqing mala tang)
- 1997: The Dream Factory (Jiafang yifang)
- 1998: Be There or Be Square (Bu jian bu san)
- 1999: Gujing guaitan – (古镜怪谈)
- 1999: Sorry, Baby (Meiwan meiliao)
- 2000: A Sigh (Yi sheng tanxi)
- 2000: Crash Landing (Jinji pojiang)
- 2000: Father – (冤家父子)
- 2000: Lotus Lantern (Baolian deng) – Stimme für „San Sheng Mu“ – Animationsfilm
- 2003: Cell Phone (Shouji)
- 2004: A World Without Thieves (Tianxia wu zei)
- 2005: Eat Hot Tofu Slowly (Xinji chi buliao re doufu)
- 2006: One Foot Off the Ground (Jiquan buning)
- 2009: Da guoyi – (大国医) – Fernsehserie
- 2009: The Founding of a Republic (Jianguo da ye)
- 2010: Aftershock (Tangshan dadizhen)
- 2011: Love in Space (Quanqiu relian)
- 2012: Back to 1942
- 2012: Full Circle (Feiyue Laorenyuan) – Cameo-Auftritt
- 2013: Saving General Yang
- 2013: The Rooftop
- 2013: I Am Director
- 2014: When a Peking Family Meets Aupair
- 2014: One Day
- 2015: The Assassin
- 2016: Railroad Tigers
- 2019: Only Cloud Knows
- 2019: A Sweet Life

Quelle: Hong Kong Movie Database, Chinese Movies